# Ernst Freudenberg
Ernst Freudenberg (* 24. Juni 1884 in Weinheim; † 7. Juni 1967 in Basel) war ein deutscher Kinderarzt und Ordinarius für Kinderheilkunde an den Universitäten Marburg und Basel.

## Leben
Freudenberg war der Sohn des Weinheimer Lederfabrikanten Friedrich Carl Freudenberg (1848–1942). Nach seinem Abitur am Frankfurter Lessing-Gymnasium und Militärdienst als Einjährig-Freiwilliger in Karlsruhe begann er 1903 ein Philosophie- und Psychologie-Studium an der Universität Leipzig. Im darauffolgenden Jahr wechselte er an die Universität München, wo er Medizin studierte. 1910 wurde er mit der von Jussuf Ibrahim betreuten Arbeit Versuche mit Diureticis an chlorarm gemachten Tieren promoviert. Bis 1911 arbeitete er als Medizinalpraktikant an der Münchner Poliklinik bei Meinhard von Pfaundler.
Freudenberg heiratete im Jahr 1910 Ida Siegheim (1887–1951), mit der er vier Töchter hatte. Seine Frau konvertierte später vom jüdischen zum evangelischen Glauben.
Nach einem  Studienaufenthalt an der Universität Straßburg im Jahr 1912 war Freudenberg ab 1913 als Oberarzt unter Ernst Moro an der Heidelberger Kinderklinik tätig. Während des Ersten Weltkrieges diente Freudenberg als Sanitätsoffizier an der Westfront. 1917 erfolgte seine Habilitation mit der Schrift Über Enteiweißung durch Tierkohle. Nach einer Kriegsgefangenschaft in England kehrte er 1919 nach Heidelberg zurück. 1922 trat Freudenberg in Marburg als Extraordinarius die Nachfolge von Georg Bessau an, der an die Universitätskinderklinik Leipzig gewechselt war. Im Jahr 1927 wurde der von Freudenberg angestrengte Neubau der Universitätskinderklinik mit 60 Betten („Carolinenhaus“) neben der Elisabethkirche abgeschlossen. Nach einem Aufenthalt in den Vereinigten Staaten 1929 war der Kinderarzt im Wintersemester 1929/1930 und im Sommersemester 1930 Dekan der Marburger Medizinischen Fakultät.
Kurz nach der Machtübernahme durch die Nationalsozialisten 1933 kam es – wahrscheinlich aufgrund einer Denunziation eines Mitarbeiters – zu einer Hausdurchsuchung bei der Familie Freudenberg. Das Gesetz zur Wiederherstellung des Berufsbeamtentums führte im gleichen Jahr zur Entlassung von Heinz Brühl, Assistent Freudenbergs, und dessen Emigration. Freudenberg konnte – entgegen einem Erlass des Ministeriums – die Besetzung dieser Stelle mit einer Kinderärztin durchsetzen. Ende 1933 wurde Ernst Freudenberg ordentliches Mitglied der Leopoldina. Im Folgejahr wurde das Extraordinat Freudenbergs in ein Ordinat umgewandelt.
Mit Wirkung vom 31. Oktober 1937 wurde Freudenberg auf Grundlage des Gesetzes zur Wiederherstellung des Berufsbeamtentums als „jüdisch versippt“ in den Ruhestand versetzt, nachdem er sich der Forderung widersetzt hatte, sich von seiner Frau zu trennen. Die Leitung der Leopoldina strich ihn von der Mitgliederliste. Freudenberg emigrierte in die Schweiz, wo er von 1938 bis 1954 als Nachfolger Emil Wielands und Ordinarius für Pädiatrie das Kinderspitals der Universität Basel leitete. Während dieser Zeit bildeten sich am Spital zahlreiche Fachbereiche heraus. Sein Nachfolger wurde Adolf Hottinger. Unter seiner Herausgeberschaft entwickelte sich das Jahrbuch der Kinderheilkunde zur internationalen Fachzeitschrift Annales Paediatrici.
Zu Freudenbergs Arbeitsschwerpunkten zählte die Physiologie der Verdauung im Kindesalter, der Säure-Basen-Haushalt sowie Zöliakie, Rachitis und Tetanie.

## Auszeichnungen
- Eisernes Kreuz (1914) I. und II. Klasse
- Mitglied der American Academy of Pediatrics, 1929
- Otto-Heubner-Preis der Deutschen Gesellschaft für Kinderheilkunde, 1932 (für das Buch Physiologie und Pathologie der Verdauung im Säuglingsalter)
- Mitglied der Leopoldina, 1933
- Mitglied der American Geographic Society, 1960
- Ehrendoktorwürde der Universität Würzburg, 1962
- Ehrendoktorwürde der Universität Marburg, 1965

## Werke (Auswahl)
- Physiologie und Pathologie der Verdauung im Säuglingsalter. Springer, Berlin 1929.